# سزار کوسیرو
سزار کوسیرو (انگلیسی: César Couceiro؛ زادهٔ ۱۸ آوریل ۱۹۷۰) بازیکن فوتبال اهل آرژانتین است.
از باشگاه‌هایی که در آن بازی کرده‌است می‌توان به باشگاه فوتبال بلومینگ و باشگاه فوتبال اتلتیکو هوراکان اشاره کرد.